# Північні Маріанські Острови на Чемпіонаті світу з водних видів спорту 2015
Північні Маріанські Острови взяли участь у Чемпіонаті світу з водних видів спорту 2015, який пройшов у Казані (Росія) від 24 липня до 9 серпня.

## Плавання
Плавці Північних Маріанських Островів виконали кваліфікаційні норми в дисциплінах, які вказано в таблиці (не більш як 2 плавці на одну дисципліну за часом нормативу A, і не більш як 1 плавець на одну дисципліну за часом нормативу B):
Чоловіки
| Спортсмен    | Дисципліна           | Попередній заплив | Попередній заплив | Півфінал        | Півфінал        | Фінал           | Фінал           |
| Спортсмен    | Дисципліна           | Час               | Місце             | Час             | Місце           | Час             | Місце           |
| ------------ | -------------------- | ----------------- | ----------------- | --------------- | --------------- | --------------- | --------------- |
| Такумі Сугіе | 50 м вільним стилем  | 27.26             | 96                | Завершив виступ | Завершив виступ | Завершив виступ | Завершив виступ |
| Такумі Сугіе | 100 м вільним стилем | 1:00.23           | 108               | Завершив виступ | Завершив виступ | Завершив виступ | Завершив виступ |
| Кайто Янай   | 50 м брасом          | 31.46             | 62                | Завершив виступ | Завершив виступ | Завершив виступ | Завершив виступ |
| Кайто Янай   | 100 м брасом         | 1:09.59           | 71                | Завершив виступ | Завершив виступ | Завершив виступ | Завершив виступ |

Жінки
| Спортсменка      | Дисципліна           | Попередній заплив | Попередній заплив | Півфінал         | Півфінал         | Фінал            | Фінал            |
| Спортсменка      | Дисципліна           | Час               | Місце             | Час              | Місце            | Час              | Місце            |
| ---------------- | -------------------- | ----------------- | ----------------- | ---------------- | ---------------- | ---------------- | ---------------- |
| Вікторія Ченцова | 400 м вільним стилем | 4:44.15           | 48                | Н/Д              | Н/Д              | Завершила виступ | Завершила виступ |
| Вікторія Ченцова | 800 м вільним стилем | 9:48.87           | 43                | Н/Д              | Н/Д              | Завершила виступ | Завершила виступ |
| Анхель де Хесус  | 50 м вільним стилем  | 30.57             | 94                | Завершила виступ | Завершила виступ | Завершила виступ | Завершила виступ |
| Анхель де Хесус  | 50 м батерфляєм      | 33.86             | 61                | Завершила виступ | Завершила виступ | Завершила виступ | Завершила виступ |